# 上海文廟

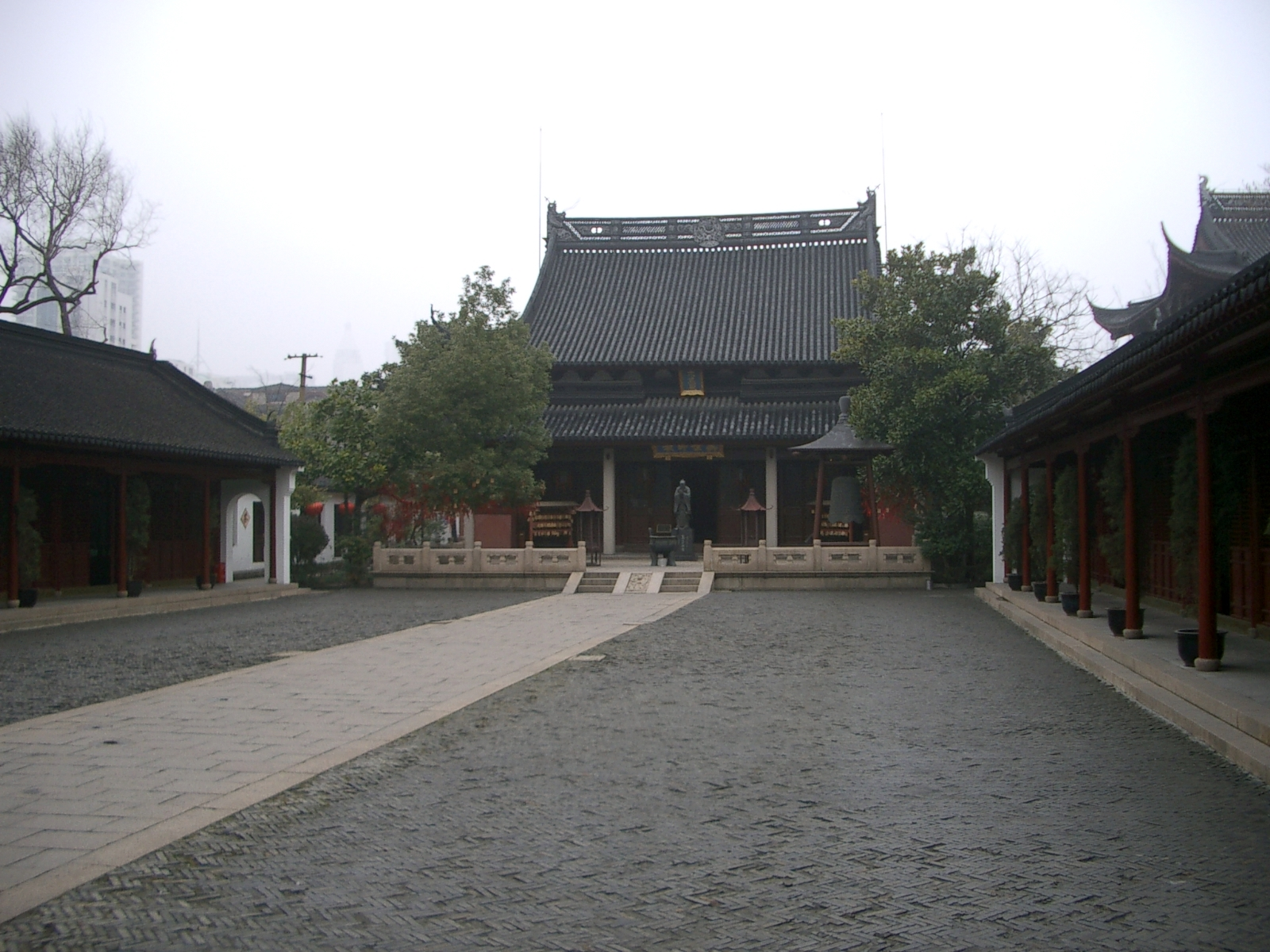
文廟の大成殿

上海文廟（シャンハイぶんびょう、簡体字中国語: 上海文庙、拼音: Shànghăi wénmiào）は、中国上海市黄浦区にある孔子廟。元朝至元31年（1294年）に建造され、これまでに4度の移転を行い、清朝咸豊5年（1855年）現在の地に移った。上海市の指定文化財（中国語：上海市文物保護単位）として保護されている。